# Durrës
Durrës (albanisch indefinit [dur(ə)s], definit Durrësi [dur(ə)si]; italienisch Durazzo, lateinisch Dyrrachium oder Dyrrhachium; griechisch Δυρράχιο Dyrráchio; im antiken Griechenland Επίδαμνος Epídamnos) ist eine Großstadt an der adriatischen Küste Albaniens. In Mittelalbanien gelegen ist sie die wichtigste Hafenstadt und dementsprechend für die Wirtschaft des Landes von hoher Bedeutung. Durrës ist gemessen an der Bevölkerung von rund 100.000 Einwohnern nach der Hauptstadt Tirana, die nur 30 Kilometer östlich liegt, die zweitgrößte Stadt des Landes und Amtssitz des gleichnamigen Qarks. Durrës und Tirana bilden eine Metropolregion.
Die von Griechen im 7. Jahrhundert v. Chr. als Kolonie gegründete Stadt hatte bei den Römern, aber auch später bei den Byzantinern eine strategisch wichtige Rolle. Die Handelsstraße Via Egnatia begann in Durrës und führte durch das Landesinnere der Balkanhalbinsel nach Konstantinopel.
Die Adria ist zwischen Durrës und Brindisi (Italien) 150 Kilometer breit.
Heute ist Durrës nach Tirana die wirtschaftlich wichtigste Stadt des Landes. Der Hafen Durrës ist der größte Albaniens. Auch für den Tourismus in Albanien ist Durrës bedeutend. In den 2000er Jahren sind vor allem entlang der Sandstrände an der Bucht im Süden zahlreiche Hotels entstanden; die Infrastruktur hat sich im Vergleich zu den 1990er Jahren deutlich verbessert.

## Geographie

### Lage
Durrës liegt am Adriatischen Meer etwa 40 Kilometer westlich der albanischen Hauptstadt Tirana (Luftlinie) im westlichen Mittelalbanien. Die ursprüngliche Stadt – der heutige historische Kern – lag eingeklemmt zwischen Meer im Süden und Westen, einer lange Zeit versumpften Ebene im Osten und einer kleinen Hügelkette, die sich zwischen der Ebene und dem Meer nach Norden erstreckt. Heute breitet sich die Stadt in großflächigen Neubausiedlungen in diese Ebene nach Osten aus. Auch an der Küste nach Süden Richtung Kavaja entwickelte sich der Ort stark weiter: In Durrës Plazh sind unzählige Hotels, Appartementhäuser, Feriendörfer und Geschäftsgebäude entstanden.
Die Stadt ist arm an Gewässern und auch sonst ist die Umgebung durch Rodung vegetationslos. Ringsum von Durrës werden die Flächen dadurch für die Landwirtschaft und Viehzucht benutzt.
Durrës gehört gemäß NUTS:AL zur statistischen Region Nordalbanien.

### Gemeinde Durrës

Lage der neuen Gemeinde Durrës in Albanien

Seit 2015 gehören auch die fünf Gemeinden Ishëm, Katundi i ri, Manza, Rrashbull und Sukth zur Gemeinde Durrës. Diese bilden heute Njësitë administrative (Verwaltungseinheiten) der Bashkia. Zusammen umfasst die Gemeinde Durrës den ganzen westlichen und nördlichen Teil des ehemaligen Kreises Durrës.
Der östlich von Durrës gelegene Vorort Rrashbull gehört mit 20.000 Einwohnern zu den 15 größten Städten Albaniens.
Die große Ebene östlich der Stadt Durrës hat eine Nord-Süd-Ausdehnung von rund 30 Kilometern und eine West-Ost-Ausdehnung von 15 Kilometern. Diese somit etwa 450 Quadratkilometer weite Fläche wird im Westen von der Adria sowie der Stadt Durrës begrenzt. Im Norden, Osten und Süden ist sie von einer Hügelkette umringt, die maximale Höhen von 400 Metern erreicht. Ziemlich genau in der Mitte wird die Ebene von Süden nach Norden durch den Fluss Erzen durchflossen, der nördlich von Durrës ins Mittelmeer mündet. Im Nordwesten befindet sich die Bucht von Lalëz, während im Südwesten bei Durrës die nach ihr benannte Bucht von Durrës liegt.
Zum Gemeindegebiet gehören auch die Hügel im Nordosten der Ebene bis Gebiete in der Ebene von Tirana sowie die ganze Halbinsel am Kap Rodon am nördlichen Ende der Bucht von Lalëz.
Nachbarstädte sind im Osten Vora und das ländlich geprägte Shijak und im Südosten Kavaja, das zum Qark Tirana gehört. Im Nordosten liegt die Gemeinde Kruja mit Fushë-Kruja als größter Stadt.

### Stadtbezirke
Die Stadt Durrës ist in sechs Stadtbezirke (alb. Rajone) untergliedert:
| Bezirks- nummer | Einwohner (Bashkia 2015) | Fläche (km²) |
| --------------- | ------------------------ | ------------ |
| 1               | 28.789                   | 02,98        |
| 2               | 28.902                   | 01           |
| 3               | 27.674                   | 00,6         |
| 4               | 53.409                   | 10,32        |
| 5               | 64.776                   | 15,8         |
| 6               | 04.004                   | 15,6         |

### Klima
Durrës hat ein mediterranes Klima. Im Januar sind die Temperaturen mit durchschnittlichen nächtlichen Tiefstwerten von 5 °C und durchschnittlichen Tageshöchstwerten von 12 °C am niedrigsten. Die wärmsten Monate, Juli und August, weisen im Mittel Temperaturen zwischen 21 °C in der Nacht und 28 °C am Tage auf. Am trockensten ist der Juli mit einer durchschnittlichen Niederschlagssumme von etwa 1 mm. Auch im Juni und August ist es mit Regenmengen unter 10 mm sehr trocken. Der nasseste Monat ist der November mit 40 mm.
|                          | Jan  | Feb  | Mär  | Apr  | Mai  | Jun  | Jul  | Aug  | Sep  | Okt  | Nov  | Dez  |
| ------------------------ | ---- | ---- | ---- | ---- | ---- | ---- | ---- | ---- | ---- | ---- | ---- | ---- |
| minimale Temperatur (°C) | 05,0 | 06,0 | 08,0 | 11,0 | 15,0 | 19,0 | 21,0 | 21,0 | 18,0 | 14,0 | 11,0 | 07,0 |
| maximale Temperatur (°C) | 12,0 | 13,0 | 14,0 | 18,0 | 21,0 | 25,0 | 28,0 | 28,0 | 24,0 | 22,0 | 16,0 | 13,0 |
| Quelle: MSN Weather      |      |      |      |      |      |      |      |      |      |      |      |      |

## Geschichte

### Name
Der heutige Stadtname Durrës bzw. Durrësi ist eine albanische Weiterentwicklung vom italienischen Namen Durazzo, welcher im Mittelalter vor allem von den Venezianern benutzt wurde. Diese bezogen sich auf das mittelgriechische Δυρράχιον Dyrráchion, so wie die Stadt von den Byzantinern genannt wurde. Dyrráchion hingegen war eine Weiterentwicklung vom lateinischen Dyrrhachium. Bis hierhin lässt sich somit der Wortstamm Durrës zurückverfolgen. Der Name Dyrrhachium wird erstmals im 3. Jahrhundert v. Chr. erwähnt, als die Römer die Stadt von den Illyrern eroberten. Vorher hieß der Ort Ἐπίδαμνος Epídamnos, so wie die dorischen Kolonisten 627 v. Chr. ihre neue Heimat benannten.

### Antike

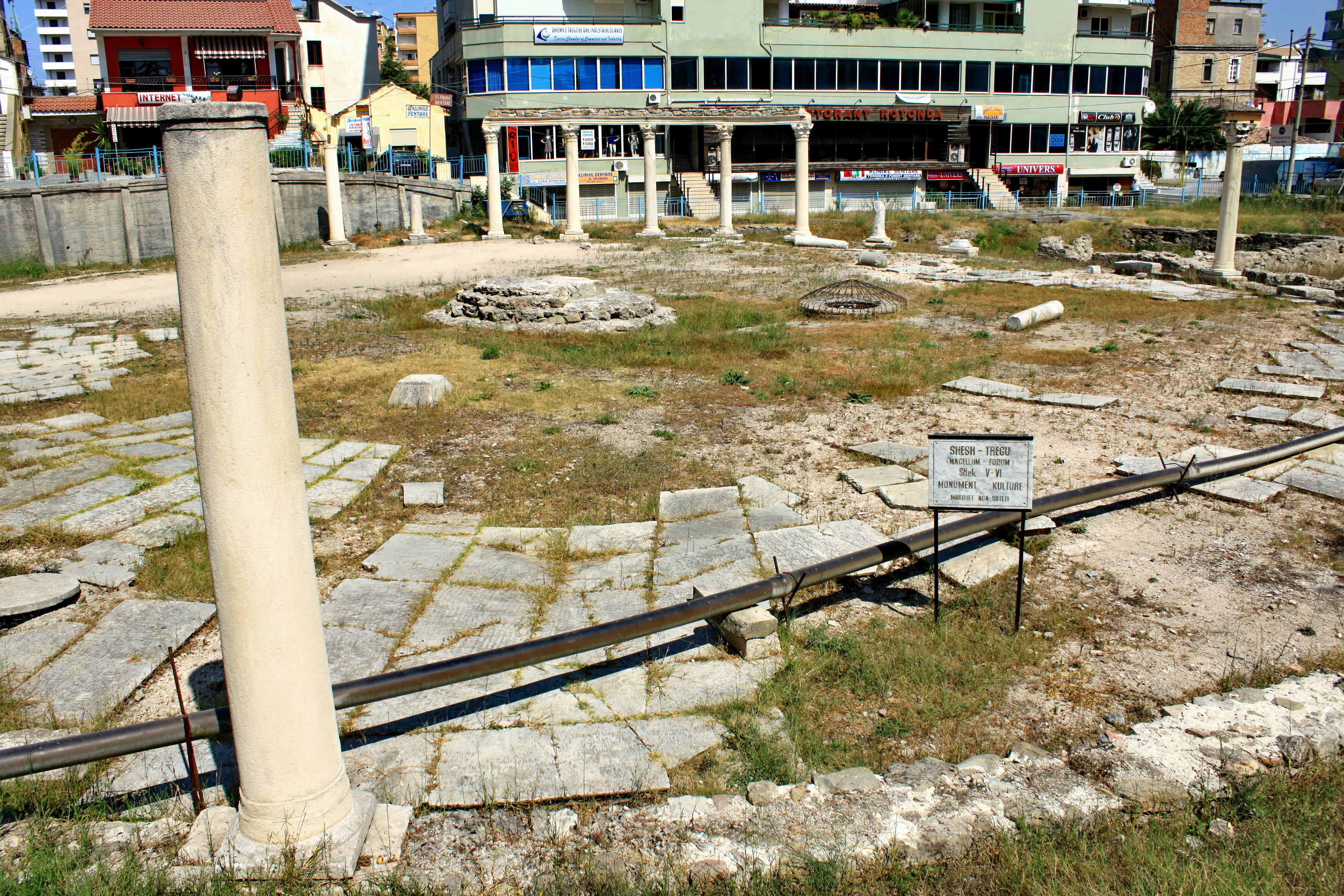
Ruinen des römischen Forums

Die Stadt Durrës wurde im Jahr 627 v. Chr. als Epidamnos (altgriechisch Ἐπίδαμνος, lateinisch Epidamnus) von dorischen Kolonisten aus Korinth und Korfu gegründet. Thukydides nennt den Korinther Phalios, den Sohn von Eratokleidas aus dem Geschlecht der Herakleiden, als Stadtgründer. Auch in den Historien des Herodot kommt Epidamnos als Heimatort eines Amphimnestos, Sohn des Epistrophos, vor, der mit anderen Mitstreitern um die Gunst des Kleisthenes von Sikyon kämpft, der dem tapfersten und edelsten Hellenen seine Tochter Agariste verspricht. Die umliegende Region wurde von den Griechen Epidamnia genannt.
Um 436 v. Chr. waren die Auswirkungen eines Bürgerkrieges in der Stadt einer der Auslöser des Peloponnesischen Krieges. Im 4. Jahrhundert v. Chr. wurde der Stadtstaat (Polis) faktisch Teil des Königreichs Kassanders und Pyrrhos’ I. von Makedonien. Im Jahr 312 v. Chr. eroberten für kurze Zeit illyrische Taulantier aus dem Hinterland die Stadt.
Epidamnus ist ein Schauplatz in Plautus’ Verwechslungskomödie Menaechmi von 200 v. Chr.
Nach den Illyrischen Kriegen kam Epidamnos 229 v. Chr. unter römisches Protektorat. Fortan nannten die Römer sie Dyrrhachium (griech. Dyrrháchion Δυρράχιον), angeblich, weil der Wortteil -damnos in lateinischen Ohren Unglück verhieß. Die Stadt wurde zu einem der Ausgangspunkte der Via Egnatia, die das Adriatische Meer mit Byzantium verband. Ein anderer Ausgangspunkt war das 65 Kilometer im Süden gelegene Apollonia, das damals noch am Meer lag. Im 150 Kilometer entfernten Brindisi auf der gegenüberliegenden Seite der Adria endete die Via Appia, die Rom mit dem Südosten der Apenninhalbinsel verband und in der Via Egnatia eine Art Fortsetzung fand. Laut dem römischen Dichter Catull war die Stadt Durrachium Hadriae tabernam – „die Taberna der Adria“ – eine der Rastplätze für Römer, die auf der Adria segelten, wie es Catull selber 56 v. Chr. gemacht hatte.
58 v. Chr. verließ Cicero freiwillig Rom und hielt sich für kurze Zeit in Dyrrhachium im Exil auf. Im Sommer 48 v. Chr. – also mitten im Römischen Bürgerkrieg – kehrte Cicero nach Dyrrhachium zurück, um sich von einer Krankheit zu erholen.
Im Jahr 48 v. Chr. kam es wenig südlich der Stadt anlässlich der Römischen Bürgerkriege zur Schlacht von Dyrrhachium zwischen den beiden Kontrahenten Gaius Iulius Caesar und Gnaeus Pompeius Magnus. Da die Bürger der Stadt Pompeius unterstützt hatten, wurden sie nach Caesars Sieg hart bestraft. Kaiser Augustus machte Dyrrhachium um das Jahr 25 v. Chr. zu einer Veteranenkolonie namens Colonia Iulia Augusta Veneria Dyrrachinorum und siedelte hier zahlreiche Legionäre an, die ihm im Bürgerkrieg bis zur Schlacht bei Actium gedient hatten. Damit verlor die Stadt ihren griechischen Charakter. Obwohl unter Provinzialverwaltung, hatte die Stadt in der Kaiserzeit den Status einer civitas libera und besaß das ius Italicum.
Durrës gehörte angeblich zu den ersten Städten auf der Balkanhalbinsel und überhaupt in Europa, die eine christliche Gemeinde aufnahmen. So sollen bereits 58 n. Chr. in der Hafenstadt einige christliche Familien gelebt haben. Einige Historiker gehen zudem davon aus, dass der Apostel Paulus von Tarsus selbst die Stadt im Zeitraum von 53 bis 58 n. Chr. besuchte. Der christliche Heilige Astios soll um das Jahr 100 in Durrës gewirkt und unter Kaiser Trajan das Martyrium erlitten haben. Zu seiner Zeit flüchteten gemäß späterer Legenden viele Christen aus Italien ins heutige Albanien, um Christenverfolgungen zu entkommen; diese Berichte gelten allerdings als unhistorisch, da es zur fraglichen Zeit gar keine Christenverfolgungen in Italien gab.
Am Ende des 3. Jahrhunderts n. Chr. wurde Dyrrhachium Hauptstadt der neu gebildeten Provinz Epirus nova. Um 430 war die Stadt Geburtsort des späteren Kaisers Anastastius, der Ostrom zwischen 491 und 518 regierte. Anastasius gab den Auftrag, die Verteidigungsanlagen der Stadt auszubauen, welche seit dem Einfall der Goten und einem verheerenden Erdbeben von 345 in einem sehr schlechten Zustand waren. Nach einem weiteren Erdbeben 518 wurden sie von Kaiser Justin I. verbessert und von Kaiser Justinian vollendet. Die Züge dieser Mauern waren noch im 19. Jahrhundert erkennbar.

### Wechselnde Herrschaften im Mittelalter

#### Zwischen Byzanz und Bulgarien im Frühmittelalter

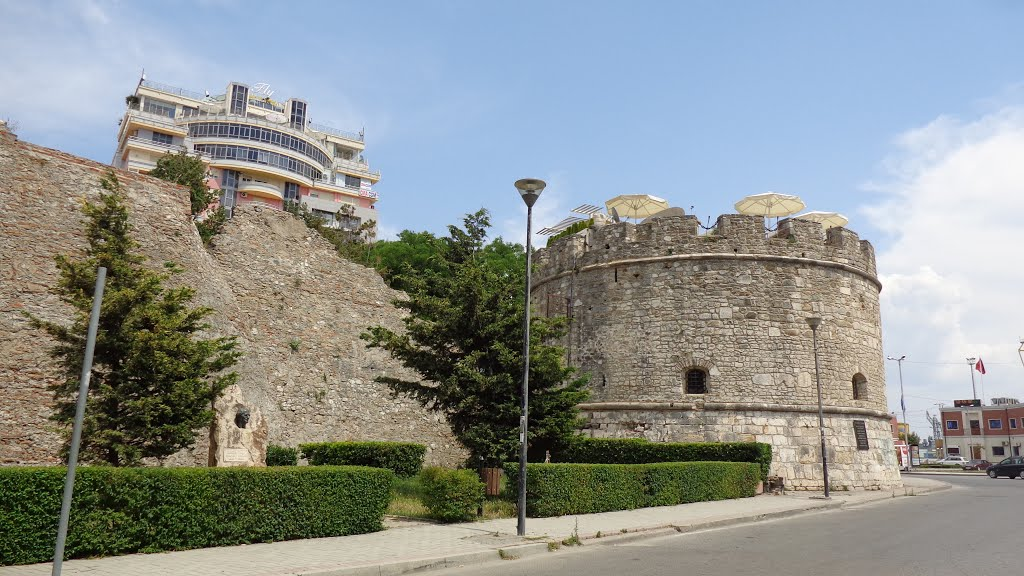
Venezianische Befestigungsanlagen aus dem 15. Jahrhundert

Im Mittelalter stand Durrës (nun mittelgriechisch Dyrrháchion Δυρράχιον genannt) lange unter der Herrschaft des Byzantinischen Reiches, dessen wichtigste Stadt auf der anderen Seite der Balkanhalbinsel es war. Doch im ganzen Mittelalter war Durrës stark umkämpft und stand unter verschiedenen Fremdherrschaften. Ende des 9. Jahrhunderts drangen so die Bulgaren unter ihren Zaren Simeon I. bis an die Adriaküste vor und verleibten die Stadt ihrem Ersten Reich ein. Zwischen 1000 und 1018 war sie zwischen den beiden Parteien hart umkämpft und wechselte mehrfach den Besitzer, ehe sie nach der Zerschlagung des Ersten Bulgarischen Reiches wieder für längere Zeit byzantinisch wurde und zur Hauptstadt des Themas von Dyrrhachion erklärt wurde.

#### Byzanz und Serbien gegen Venedig und Anjou im Hochmittelalter
Die Normannen versuchten im 11. und 12. Jahrhundert mehrere Male, sich der Stadt zu bemächtigen. 1082 unter Robert Guiskard und 1185 unter Wilhelm II. gelang ihnen dies, sie konnten aber nur für einige Jahre über dieses Gebiet herrschen. 1205 kam die Stadt zum ersten Mal unter die Herrschaft der Republik Venedig, die das Herzogtum Durazzo bildete. 1213 wurde die Stadt und das Herzogtum von Michael I. Komnenos Dukas Angelos, Despot von Epirus, eingenommen. 1257 wurde Durrës vom sizilianischen König Manfred aus der Kaiserdynastie der Staufer besetzt. Kurze Zeit später wurde die Stadt vom Despoten von Epirus, Michael II. Komnenos Dukas Angelos, besetzt und blieb bis 1259 beim Despotat Epirus, als dieses in der Schlacht bei Pelagonia kurzzeitig ans byzantinische Kaiserreich Nikaia fiel.
In den 1270er Jahren gehörte Durrës wieder zum Despotat Epirus unter Nikephoros I. Komnenos Dukas Angelos (Sohn von Michael II. Komnenos Dukas Angelos). 1272 huldigte die Stadt dem König von Sizilien, Karl I. aus dem Haus Anjou, der am 20. Februar den Bürgern ihre „privilegia antiquorum Imperatorum Romaniae“ bestätigte, Prärogative der albanischen Häuptlinge, die als Bürgschaft ihrer Treue sechs Geiseln stellten, die am 13. Dezember 1274 in Aversa interniert wurden.

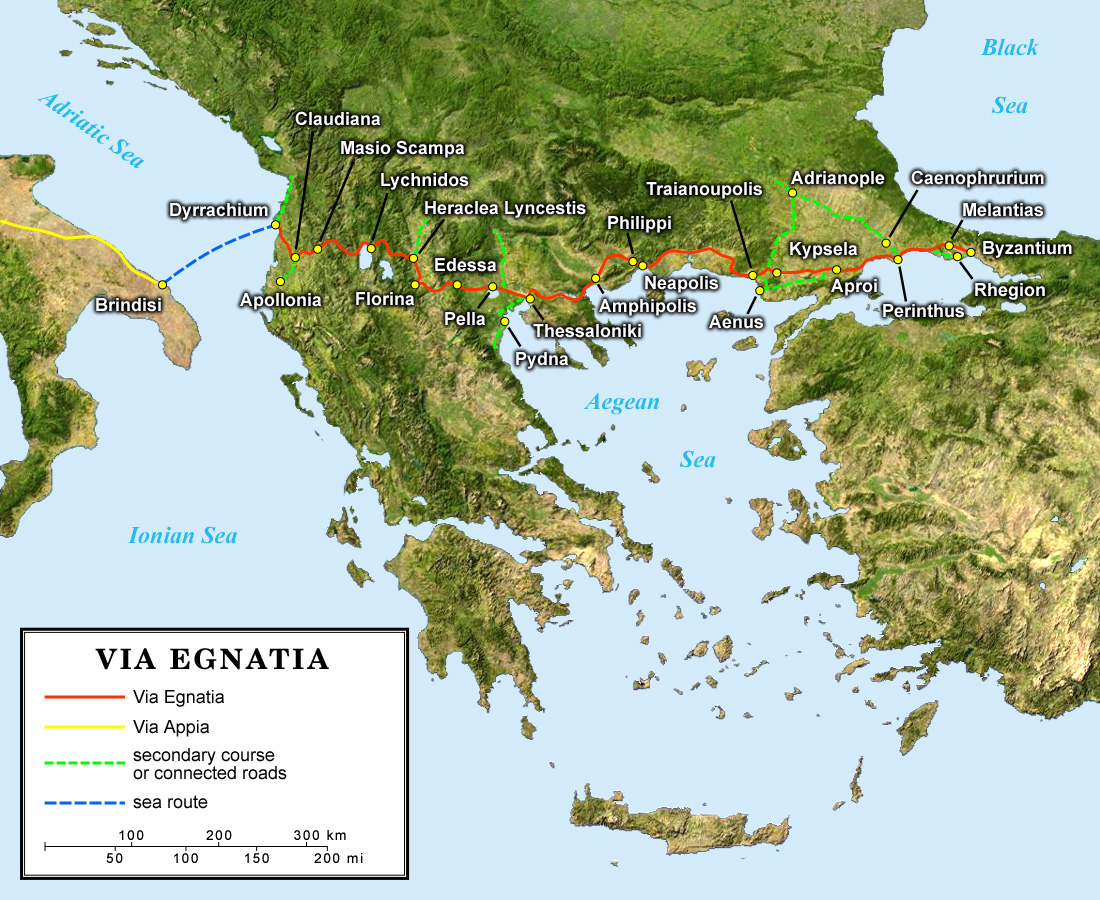
In orange der Verlauf der Via Egnatia

Nach Georgios Pachymeres wurde Durrës 1267 von einem Erdbeben heimgesucht. Nach Jean Dunbabin verursachte 1271 ein Erdbeben in Durazzo einen derartigen Tumult, dass eine angevinische Armee von Karl von Anjou in die Stadt eindringen konnte und somit Zugang zur Via Egnatia erhielt, die von dort nach Konstantinopel führte. Noch im selben Jahr erschien eine Gruppe von Albanern in Neapel, die besorgt war, vom Despoten von Epirus, Nikephoros I., einverleibt zu werden, und sich Karl von Anjou unterwarf.
Am 21. Februar 1272 proklamierte Karl von Anjou im gemeinsamen Einverständnis der Bischöfe, Grafen, Barone, Soldaten und Bürger das Regnum Albaniae mit Zentrum Dyrrachium (Durazzo), versprach, sie zu beschützen und die Privilegien zu ehren, die sie vom Byzantinischen Reich erhalten hatten, und ernannte sich selbst zum Rex Albaniae.
Das Erdbeben von 1273 verwüstete einen Großteil von Durazzo, viele Einwohner wurden unter den eingestürzten Häusern begraben, andere flüchteten in die Berge. Hergestellt und neu bevölkert wurde die Stadt erst unter dem Generalvikar Anseau de Cayeux, der im Mai 1273, gefolgt von einem bedeutenden Söldnerheer, nach Albanien gesandt wurde. Cayeux starb noch im selben Jahr, und das Oberkommando ging vorläufig an den Anführer der königlichen Truppen, Jean de Bussy, über. Im April 1274 wurde der neue Generalkapitän und Vikar, Norjaud de Toucy, nach Durazzo gesandt, um die Angelegenheiten Albaniens definitiv zu regeln. Vor ihm erschienen sofort Paolo (Paulus) Groppa, Herr von Ohrid und sein Schwiegervater Gjon Muzaka (auch: Gjin; deutsch Johannes) als „Gesandte der Albanesen“, die ihnen die Ergebenheit ihrer Landsleute versicherten. Trotzdem ließ Toucy die Stadt befestigen.
Mit der angevinischen Herrschaft gewann der Katholizismus in Durrës (zu dieser Zeit italienisch Durazzo genannt) an Boden. 1278 gründeten hier die Dominikaner ihr erstes Kloster in Albanien. 1281 wird auch erstmals eine jüdische Gemeinde erwähnt.
1292 fiel Durrës an die Serben, konnte aber 1304 von Philipp I. von Tarent zurückerobert werden.
1317 oder 1318 eroberte das Serbische Reich die Stadt; ab 1320 war sie faktisch autonom. Im Frühjahr 1322 organisierten die Brüder Philipp I. von Tarent, „Despot von Romania und Herr des Königreichs Albanien“, und Johann, Graf von Gravina, zusammen mit Johanns Sohn Robert eine Expedition nach Albanien, um Durrës zurückzuerobern, der offenbar kein nachhaltiger Erfolg beschieden war.
Die Serben konnten Durrës bis 1355 halten, als es noch einmal an die Neapolitaner und dann an das albanische Adelsgeschlecht der Thopia überging.

#### Eigenständig im Spätmittelalter: Karl und Georg Thopia im Bund mit Venedig
Am 28. März 1368 erhielt Venedig die Nachricht, dass Karl Thopia, „Fürst von Albanien“, Durrës erobert hatte. Damit endete die angevinische Herrschaft im Epiros. 1385 kam es zum Krieg und Balša II. entriss Karl Thopia für kurze Zeit Durrës. Noch im selben Jahr kam es zur Schlacht von Savra (18. September 1385) in der Myzeqe an der Vjosa zwischen Elbasan und Lushnja. Karl Thopia rief die Osmanen um Hilfe, und Sultan Murad I. entsandte ihm ein 40000 Mann starkes Heer aus Makedonien unter dem Großwesir Khaireddin. Balša II. wurde getötet und sein Kopf als Trophäe in die osmanische Hauptstadt Edirne gebracht.
Karl versuchte seine Herrschaft durch einen engen Anschluss an die Republik Venedig zu festigen, sodass er 1386 den Bischof Johann von Bergana nach Venedig sandte und der Republik anbot, sie bei jedem Krieg mit 600 Dukaten zu unterstützen, Getreide zu liefern und ihre Kaufleute in seinem Land zu schützen. Im Gegenzug bat Karl ihm eine Galeere zu liefern, Schützen für seine Festung in Venedigs Gebieten werben zu dürfen, sowie um Intervention falls ihn Feinde bedrohten. Am 17. August 1386 schloss Nicolò Foscari im Auftrag des Senats mit dem Bischof als Prokurator des „Karl Thopia, Fürst von Albanien und Herr von Durachium“, ein förmliches Abkommen, indem alle betreffenden Punkte garantiert wurden. Bald danach bedrohten die Osmanen Durrës, sodass der Golfkapitän (ital. Capitano di Golfo, der Oberbefehlshaber der venezianischen Flotte in der Adria) mit Dokument Nr. 407 vom 30. März 1387 den Auftrag erhielt, dem „großartigen Herrn Carolum Topiam“ zu beschützen und dafür zu sorgen, dass Durrës nicht in Feindeshand fiele. Im April 1387 erhielt Karl Thopia eine neue Galeere lediglich zur Verteidigung gegen die Osmanen. Als Karl im Januar 1388 starb, schrieb der venezianische Konsul Antonio de Pieri Pizzoli am 30. Januar nach Venedig, dass die Osmanen vor den Toren der Stadt standen. Venedig antwortete am 28. Februar, ermahnte die Einwohner zum Gehorsam und forderte den neuen Fürsten Albaniens, Georg Thopia, Sohn des verstorbenen Karl Thopia, zum Widerstand gegen die Osmanen auf.
Den neuen Fürst von Durrës, Georg Thopia (1388–1392), bedrohten die Osmanen so sehr, dass er sich schon Anfang 1388 ganz in Venedigs Arme warf. Am 19. März 1388 erklärte sich der Senat bereit, ihn mit Getreide und Truppen (25 Ballistarios) zu unterstützen und bei Bedarf auch die Stadt zu übernehmen; für den Fall seines Todes hatte Venedig entschlossen, sein Erbe anzutreten. Als die Osmanen im Oktober erneut drängten, erschienen Gesandte Georgs und der Comita Muzaka (Witwe von Balša II.) in Venedig, wo sie sich bis Februar 1389 aufhielten. Der Golfkapitän Saraceno Dandolo lieferte dem Fürsten neue Truppen zur Besatzung.

Flagge der Republik Venedig

Die Lage Georgs wurde noch kritischer, als der römische Papst Bonifatius IX. ihn am 13. April 1391 absetzte, weil er sich mit dem Gegenpapst Clemens VII. eingelassen habe, und Durrës Đurađ II. Balšić übertrug.
Im Oktober 1392 meldete der venezianische Konsul von Durrës Antonio de Pieri Pizzoli, dass Georg Thopia gestorben sei und sich die sechs angesehensten Bürger von Durrës für Venedig erklärt hätten. Am 26. Oktober wurden Michele Contarini und Pietro Quirini zu Provveditoren von Durrës ernannt, die die Stadt aus den Händen des Kastellans Paolo da Canale und des Rektors Marino Cocco übernahmen. Mit Dokument Nr. 488 vom 14. November ordnete der venezianische Senat unter anderem die Verbesserung des Hafens, Unterhandlungen mit den Osmanen, damit diese ihre Plünderungszüge einstellten, und Handelsbeziehungen mit dem serbischen Sebastokrator Vuk Branković an. Außerdem sollten die albanischen Häuptlinge und die Getreuen in Durrës nach Rang und Verdienst geehrt werden. Darüber hinaus sollte der Nachlass Georgs zu Gunsten seiner beiden überlebenden Schwestern Helena und Voisava geregelt werden und etwaige Ansprüche auf Durrës abgefunden werden.

#### Venedigs Kapitulation vor den Osmanen 1479
Obwohl Gjin III. Muzaka nach dem Tod Skanderbegs die Republik Venedig gegen die Neapolitaner unterstützte, als diese Durrës bedrohten, wurde die Stadt 1479 im Friedensvertrag von Konstantinopel, der den Zweiten Osmanisch–Venezianischen Krieg (1463–1479) beendete, geopfert und den Osmanen zugeschrieben.
Aus venezianischer Zeit sind noch Teile der Stadtmauer und mehrere ihrer Türme erhalten.

### Osmanische Zeit: Bedeutungsverlust und Islamisierung bis zum Ersten Weltkrieg

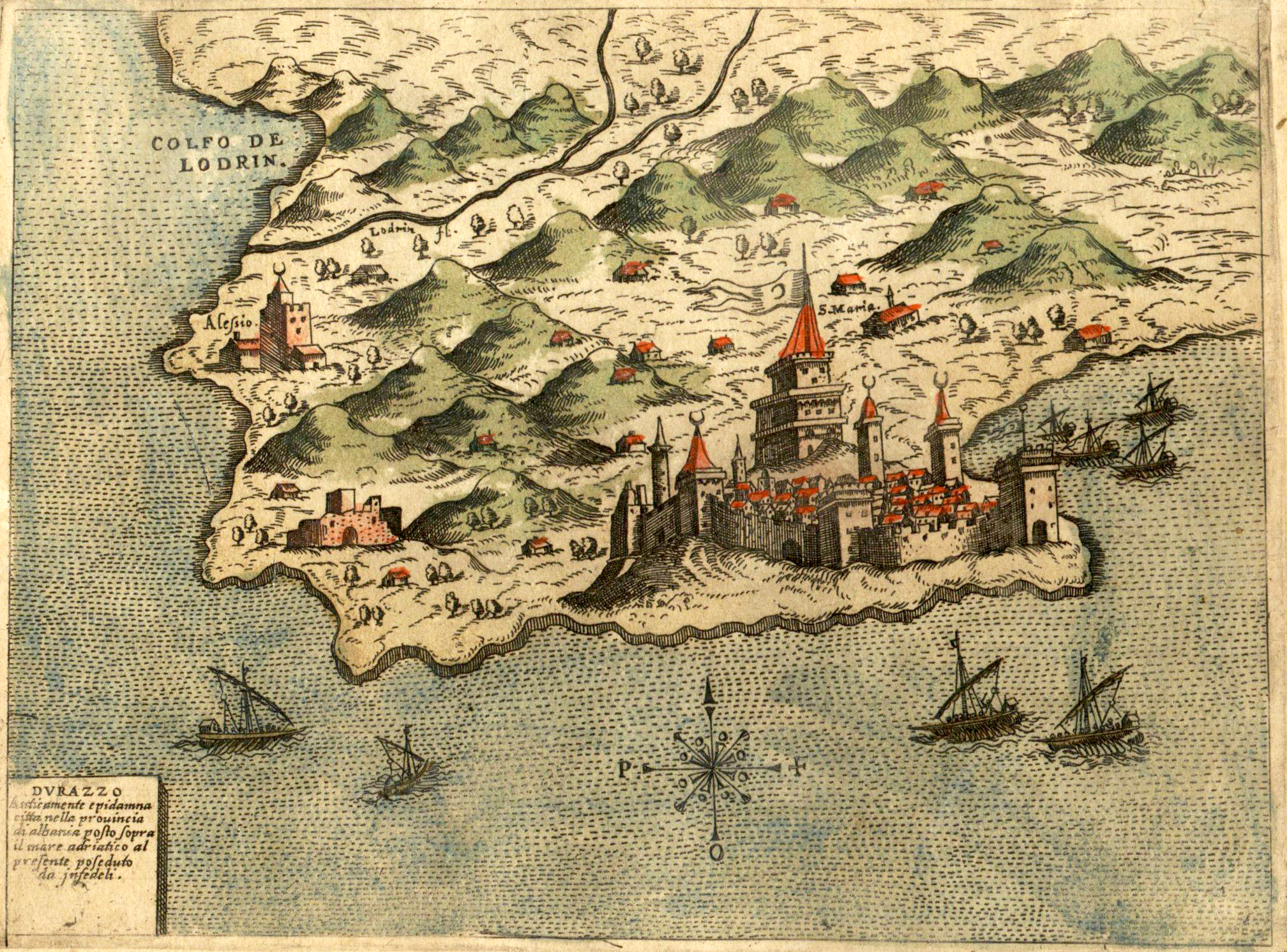
Karte von 1573, erkennbar ist die hohe Befestigungsanlage

Nachdem die Stadt 1501 an die Osmanen gefallen war, wurde sie in türkisch Dıraç umbenannt und verlor langsam an Bedeutung. Die erneuerten Mauern umschlossen nur noch ein Fünftel der Fläche der mittelalterlichen Stadt.
Viele der Einwohner konvertierten nach und nach zum Islam (zu den Gründen der Konversion siehe Islam in Albanien) und viele Moscheen wurden errichtet, eine der ersten unter ihnen ist die noch erhaltene Fatih-Moschee.
In der Mitte des 19. Jahrhunderts zählte die Stadt noch 1000 Einwohner in 200 Haushalten. Ein ausländischer Reisender berichtete im frühen 20. Jahrhundert: „Die Stadtmauern sind baufällig; Platanen wachsen auf den gigantischen Ruinen der byzantinischen Zitadelle; und sein Hafen, einst sicher und gut gebaut, versandet allmählich.“
Durrës war bis 1912 das Zentrum eines Sandschaks innerhalb des Vilâyet Shkodra.
Am 7. März 1914 wurde Durrës für kurze Zeit zur Hauptstadt des Fürstentums Albanien erklärt. In der dortigen Residenz herrschte der deutsche Hochadelige Prinz Wilhelm zu Wied, der sich nur sechs Monate lang auf dem Thron halten konnte.
Im Ersten Weltkrieg wurde die Stadt 1915 von Italien und 1916/17 von Österreich-Ungarn besetzt. Am 15. Dezember 1915 fand nahe der Stadt eine Seeschlacht zwischen Kriegsschiffen der Entente und Österreich-Ungarns statt. Am 2. Oktober 1918 griffen Kriegsschiffe der Entente Hafen sowie Stadt an und verursachten zahlreiche Zerstörungen.

### Unabhängiges Albanien ab 1920

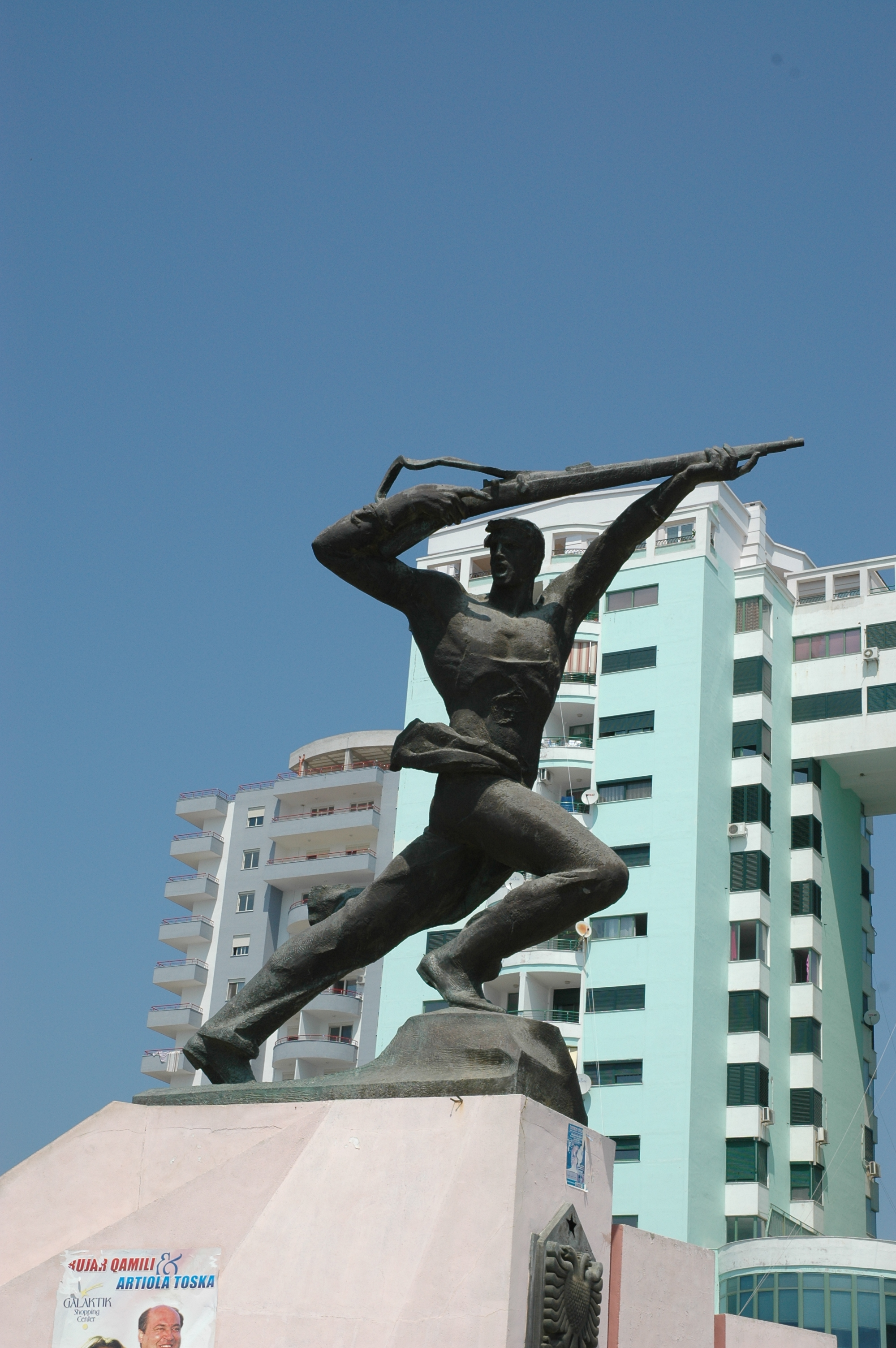
Partisanendenkmal auf der Uferpromenade (2009)

Als nach dem Krieg die Unabhängigkeit Albaniens wiederhergestellt wurde, erklärte man am 11. Februar 1920 Tirana zur neuen Hauptstadt.
1926 ereignete sich ein schweres Erdbeben in Durrës. In der Folge entstanden neue Gebäude im Stil der italienischen Städte Neapel und Venedig, die noch heute das Stadtbild im Zentrum prägen. Auf einem Hügel über der Stadt thront eine Villa, die dem späteren König Ahmet Zogu als Sommerresidenz diente.
Noch vor Beginn des Zweiten Weltkriegs landeten am 7. April 1939 italienische Truppen in der Stadt und überwanden in kurzen Kämpfen den albanischen Widerstand. Durrës war, wie das ganze Land, zwischen 1939 und 1943 vom Königreich Italien annektiert, 1944 folgte bis Kriegsende das Deutsche Reich.
Nachdem Enver Hoxha in Albanien an die Macht gekommen war und er im Land eine Diktatur errichtet hatte, die sich am Kommunismus orientierte, setzte in Durrës die Industrialisierung ein. Die Kommunisten machten die Küstenstadt zu einem wichtigen Standort für die Schwerindustrie Albaniens und bauten den Hafen stark aus. 1947 wurde zwischen Durrës und Tirana die erste Eisenbahnlinie Albaniens eröffnet.
Als in Albanien die Demokratisierung einsetzte und das kommunistische Regime Anfang der 1990er Jahre zusammenbrach, bestiegen Tausende Flüchtlinge im Hafen Frachtschiffe, die sie nach Italien brachten. Allein im August 1991 emigrierten über 20.000 Menschen über die Adria.
Nach dem Zusammenbruch des Kommunismus im Jahr 1991 veränderte sich die Stadt sehr stark. Durrës zog viele Bewohner aus ländlichen Gebieten Nordalbaniens an (Landflucht), die sich am Stadtrand in kaum entwickelten Gebieten niederließen. Die Stadtfläche vervielfachte sich innerhalb kürzester Zeit, was Probleme und Einschränkungen in der Infrastruktur hervorrief. Und auch entlang der Küste Richtung Süden entstanden zu dieser Zeit meist illegale Hotelanlagen, Wohn- und Geschäftsgebäude.
Ab 1997 waren an einem Strandabschnitt an der Bucht von Durrës ausländische Militärtruppen stationiert. Anfänglich hatten sie die Aufgabe, während des Lotterieaufstandes Ruhe und Ordnung in Albanien zu garantieren. 1999 diente der Stützpunkt der NATO als Basis während des Kosovokrieges, danach der KFOR. Das NATO-Hauptquartier der Communications Zones West (COMMZ-W) lag direkt an der Straße in Richtung Süden.
Im September und November 2019 wurde Durrës von zwei starken Erdbeben erschüttert. Beim Erdbeben am 26. November 2019 stürzten in und um Durrës mehrere Häuser ein, wodurch mindestens ein Dutzend Personen ihr Leben verlor.

### Bevölkerungsentwicklung
Die Volkszählung von 2023 ergab für die Stadt Durrës 101.728 Einwohner. In zwölf Jahren seit der Volkszählung von 2011 mit 113.250 Einwohnern hat die Stadt rund 10 % der Bevölkerung verloren. Das ist der erste Bevölkerungsrückgang in der modernen Geschichte der Stadt, entspricht aber einem landesweiten Trend.
Im Gebiet der 2015 erweiterten Großgemeinde Durrës lebten im Jahr 2011 175.110 Einwohner. 2023 waren es nur noch 153.614 Einwohner.
Die Einwohnerzahlen entwickelten sich während der letzten 150 Jahre wie folgt:
| Stadt Durrës | Stadt Durrës | Stadt Durrës | Stadt Durrës | Stadt Durrës | Stadt Durrës | Stadt Durrës |         | Großgemeinde nach Territorialreform | Großgemeinde nach Territorialreform |
| 1850         | 1927         | 1979         | 1989         | 2001         | 2011         | 2023         | 2011    | 2023                                |                                     |
| ------------ | ------------ | ------------ | ------------ | ------------ | ------------ | ------------ | ------- | ----------------------------------- | ----------------------------------- |
| 1.000        | 5.175        | 66.200       | 82.719       | 99.546       | 113.249      | 101.728      | 175.110 | 153.614                             |                                     |

## Politik

### Legislative

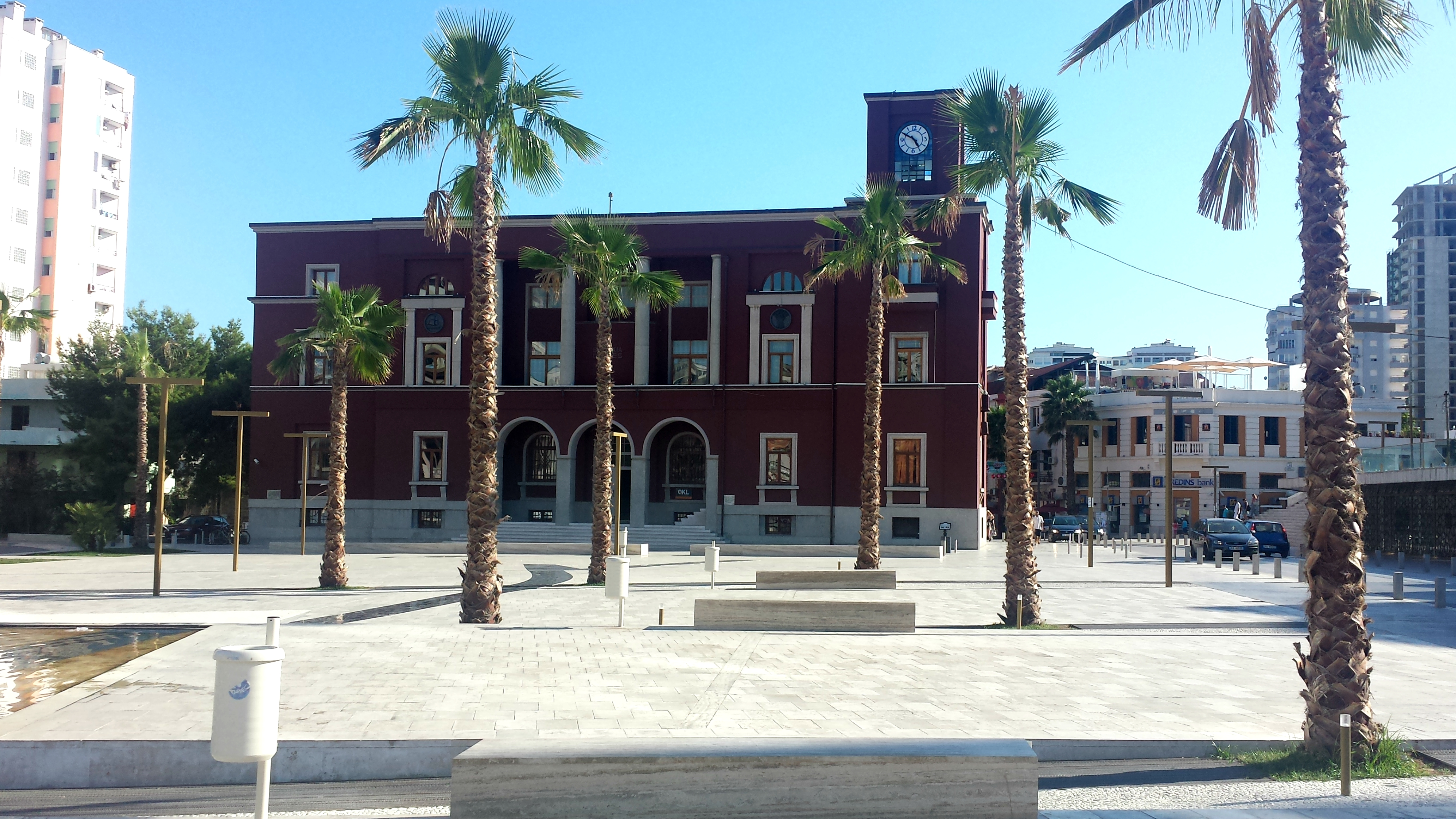
Rathaus

Der Stadtrat (albanisch Këshilli Bashkiak) wird alle vier Jahre von den Gemeindebürgern gewählt und übernimmt legislative Aufgaben in der Bashkia. Der Stadtrat hat 51 Mitglieder. Die Wahlen 2019 wurden von zahlreichen Parteien boykottiert. Die politischen Parteien teilen sich die Ratssitze bei den letzten beiden Wahlen von 2023 wie folgt:
| Partei | Stadträte 2015 | Stadträte 2019 | Stadträte 2023 |
| ------ | -------------- | -------------- | -------------- |
| PS     | 16             | 46             | 28             |
| PD     | 14             | Boykott        | 13 + 5         |
| LSI    | 13             | Boykott        | –              |
| PDIU   | 2              | Boykott        | 1              |
| PR     | 2              | Boykott        | –              |
| PSM    | 2              | 1              | –              |
| FRD    | 1              | –              | –              |
| ADS    | 1              | –              | –              |
| ABDE   | –              | 1              | –              |
| PAA    | –              | –              | 3              |
| PASH   | –              | 1              | –              |
| PDS    | –              | 1              | 1              |
| BD     | –              | 1              | –              |

Vorsitzender für die Amtsdauer 2019–2023 ist Ani Dyrmishi (PS).

### Exekutive
Seit den Nachwahlen 2022 ist Emiriana Sako Bürgermeisterin (PS), die 2023 wiedergewählt wurde.
Vangjush Dako (PS) war von 2006 bis 2019 Bürgermeister. Bei den Wahlen 2011 und 2015 wurde er in seinem Amt bestätigt. 2019 folgte auf ihn Valbona Sako, die aufgrund einer unglücklichen Aussage im Nachgang zum Erdbeben 2019 zurücktrat. Auf sie folgte für kurze Zeit stellvertretend Zhuljen Varfaj.
| Person              | von  | bis  |                 | Person | von  | bis                |      | Person | von                    | bis  |      | Person | von | bis |
| Hafiz Ali Podgorica | 1900 | 1920 | Mahmut Cela     | 1944   | 1944 | Bajram Hasa        | 1975 | 1979   | Vangjush Dako          | 2006 | 2019 |        |     |     |
| Mehmet Gruda        | 1920 | 1921 | Nikollë Tirana  | 1944   | 1947 | Mihallaq Bushamaku | 1979 | 1983   | Valbona Sako           | 2019 | 2019 |        |     |     |
| Kost Paftali        | 1922 | 1924 | Qirjako Notidhi | 1947   | 1948 | Sotir Luarasi      | 1983 | 1989   | Zhuljen Varfaj (a. i.) | 2019 | 2020 |        |     |     |
| Hysen Myshketa      | 1924 | 1924 | Vlash Prifti    | 1948   | 1949 | Ymer Balla         | 1989 | 1990   | Emiriana Sako (a. i.)  | 2020 | 2022 |        |     |     |
| Jahja Ballhysa      | 1926 | 1926 | Nasi Driza      | 1949   | 1952 | Petraq Koto        | 1991 | 1991   | Emiriana Sako          | 2022 |      |        |     |     |
| Abedin Nepravishta  | 1927 | 1928 | Zeqir Duma      | 1953   | 1956 | Nevruz Cela        | 1991 | 1992   |                        |      |      |        |     |     |
| Ahmet Dakli         | 1929 | 1937 | Petraq Titani   | 1957   | 1959 | Shkëlzen Jakova    | 1992 | 1992   |                        |      |      |        |     |     |
| Rustem Ymeri        | 1937 | 1939 | Haki Kokomani   | 1959   | 1961 | Tomor Golemi       | 1992 | 1996   |                        |      |      |        |     |     |
| Shefqet Celkupa     | 1939 | 1940 | Ramazan Vogli   | 1961   | 1962 | Arqile Gorea       | 1996 | 2000   |                        |      |      |        |     |     |
| Llazar Tuni         | 1940 | 1943 | Bajram Thermia  | 1962   | 1971 | Miri Hoti          | 2000 | 2003   |                        |      |      |        |     |     |
| Spiro Truja         | 1943 | 1944 | Halit Nova      | 1972   | 1974 | Lefter Koka        | 2003 | 2006   |                        |      |      |        |     |     |

### Judikative
Auf der Ebene der ersten Instanz übernimmt das Gericht in Tirana die Aufgaben in der Rechtsprechung in Durrës. In der Stadt hat lediglich das Appellationsgericht des Kreises von Durrës seinen Sitz.

### Wappen
Das Stadtwappen wurde 1995 vom Stadtrat genehmigt. Es zeigt ein weißes Schild auf türkis-blauem Hintergrund, das die Festungsmauer der Stadt darstellt. Auf diesem Schild befindet sich das Familienwappen der mittelalterlichen Thopia (goldener Löwe auf rotem Hintergrund), die lange Zeit über Durrës herrschten. Darunter befindet sich zudem eine ebenfalls goldene Liburne.

### Städtepartnerschaften
Durrës unterhält Städtepartnerschaften mit Thessaloniki und Istanbul.

## Kultur, Sport und Bildung

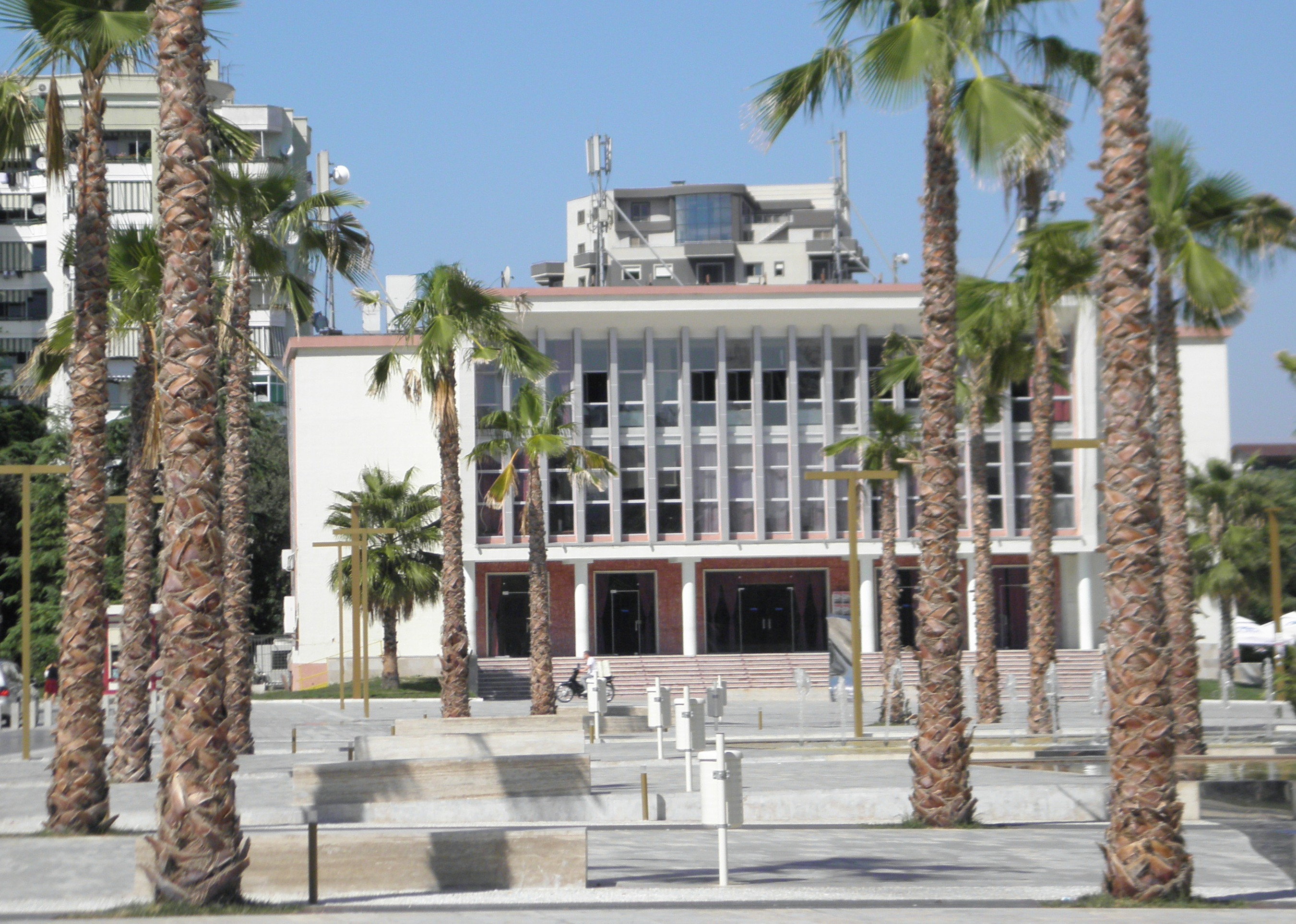
Theatergebäude „Aleksandër Moisiu“

Mit verschiedenen kulturellen Veranstaltungen durch das ganze Jahr, die unter anderem im berühmten Amphitheater stattfinden, spielt Durrës in Albanien kulturell eine herausragende Rolle. Die diversen Einrichtungen wie zum Beispiel das Theater „Aleksandër Moisiu“ sind landesweit bekannt. Alljährlich findet das Filmfestival International Film Summerfestival Durrës statt, welches zu den größten Albaniens zählt. Die Aufführungen finden im antiken Amphitheater oder im Theater Aleksandër Moisiu statt.

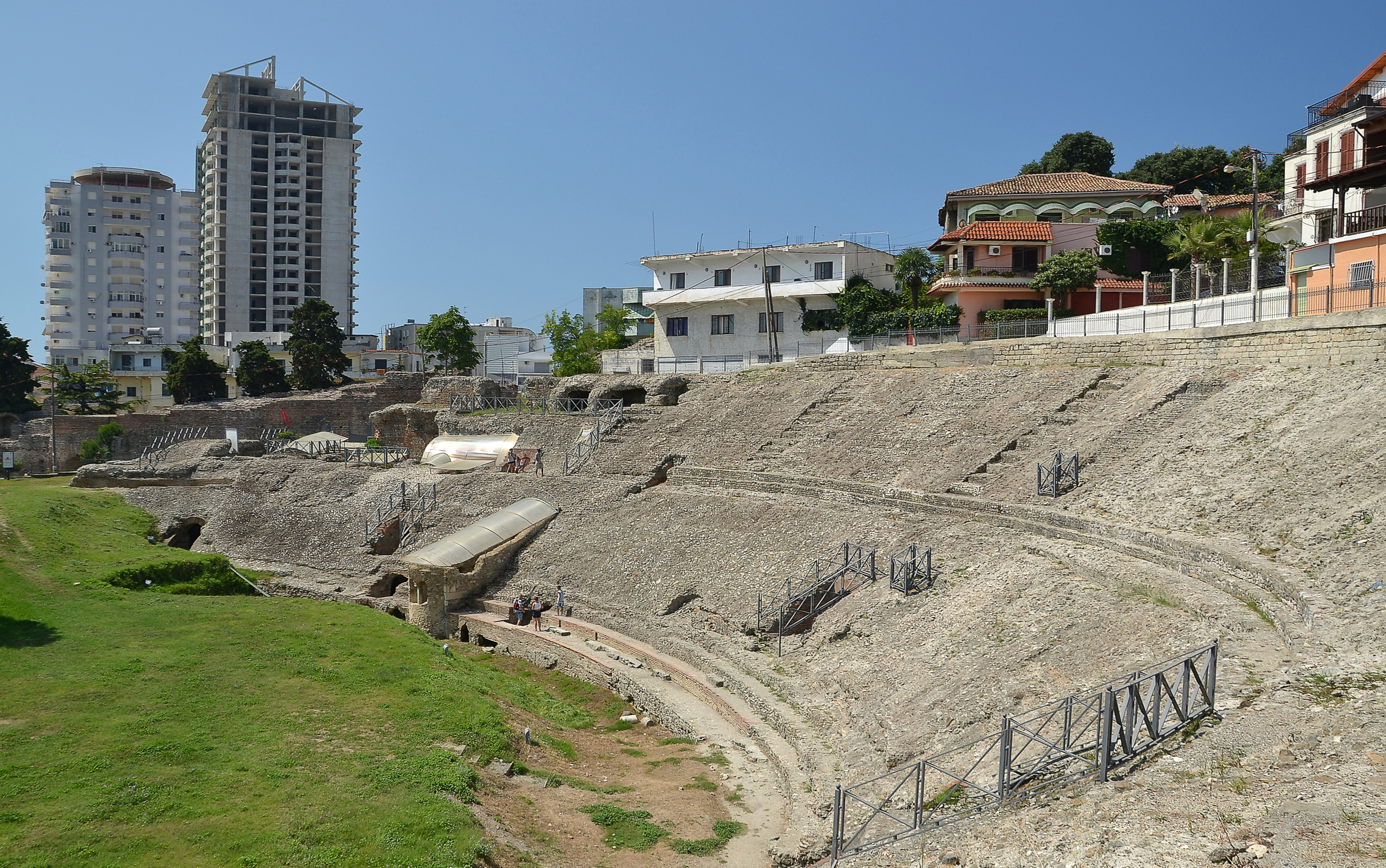
Das Amphitheater gilt als das einzige Albaniens und bot in der Antike bis 20.000 Menschen Platz.

Eine der größten Sehenswürdigkeiten in Durrës ist das Amphitheater, welches erst im 20. Jahrhundert durch Zufall beim Anlegen eines Weinkellers wiederentdeckt wurde. Man stieß damals auf einen unterirdischen Hohlraum, der als Zugang zum Amphitheater diente. Daraufhin legte man das gesamte Areal frei. Unter den Zuschauerrängen wurde eine Kapelle mit Mosaiken entdeckt. Das Amphitheater kann heute besichtigt werden.
Andere Überreste aus römischer Zeit wie Säulen, Hausmauern und Türme sind zwar an mehreren Orten in der Stadt zu sehen, aber nicht zugänglich.
Zahlreiche Fundstücke der Gegend sind im örtlichen Archäologischen Museum ausgestellt. Das Museum wurde mit Hilfe westlicher Kuratoren konzipiert. Andere Objekte wie Die Schöne aus Durrës wurden nach Tirana verbracht.
Zu den wichtigsten islamischen Gotteshäusern aus der Zeit der Osmanen (16. bis 20. Jahrhundert) zählt die 1504 vollendete Fatih-Moschee. Die Große Moschee am Hauptplatz der Stadt wurde 1937 errichtet.
Die römisch-katholische Kathedrale St. Luzia (1907) und die orthodoxe Kirche St. Georg (Ende 19. Jahrhundert) gehören zu den wichtigsten christlichen Bauten.
Der lokale Fußballklub KS Teuta Durrës spielt in der Ersten Liga.
2006 wurde die staatliche Universität Durrës eröffnet, an der rund 20.000 Studenten eingeschrieben sind.
Im Jahr 2025 wurde die 108. Austragung des Giro d’Italia in Durrës gestartet. Die 1. Etappe führte dabei über 164 Kilometer in die albanische Hauptstadt Tirana.

## Wirtschaft
Die wichtigsten Wirtschaftszweige in Durrës sind der Tourismus, der Handel, die Dienstleistungen, die Schifffahrt, die Industrie und die Landwirtschaft. Wegen des Hafens, aber auch wegen der zentralen Lage innerhalb Albaniens sind in und um Durrës zahlreiche Firmen angesiedelt. Zusammen mit der Hauptstadt Tirana bildet Durrës das Wirtschaftszentrum Albaniens.

### Hafen

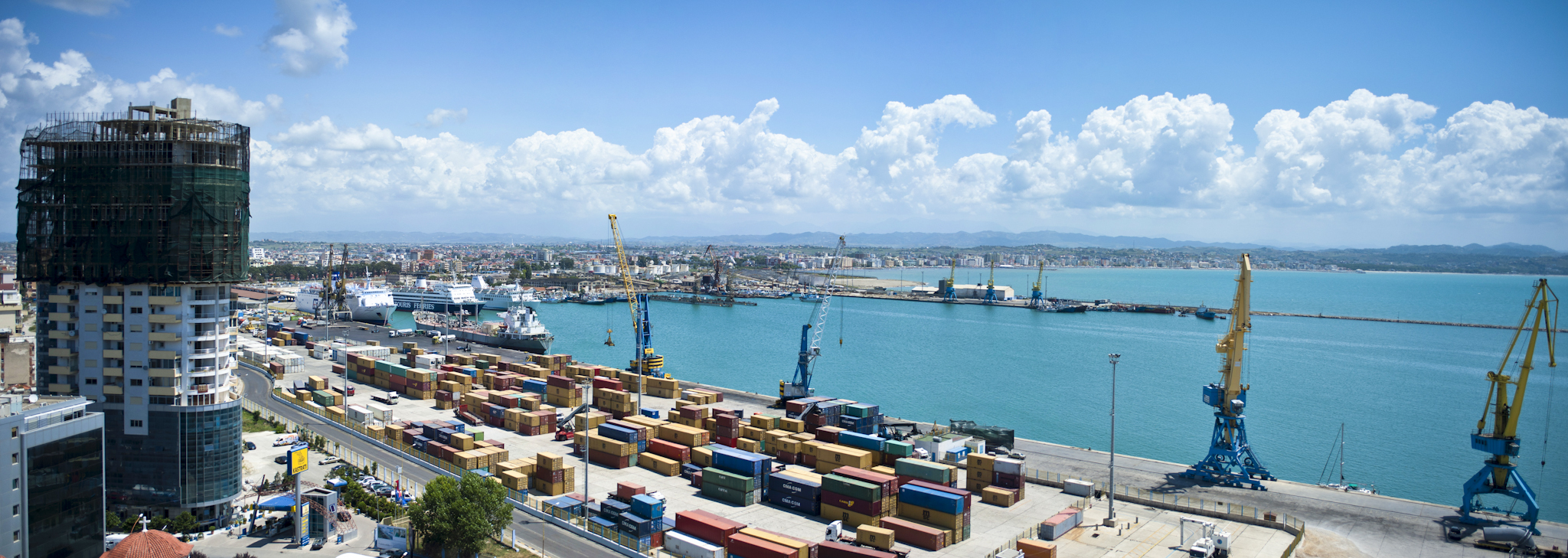
Hafenbecken mit Containerhafen und Fähren

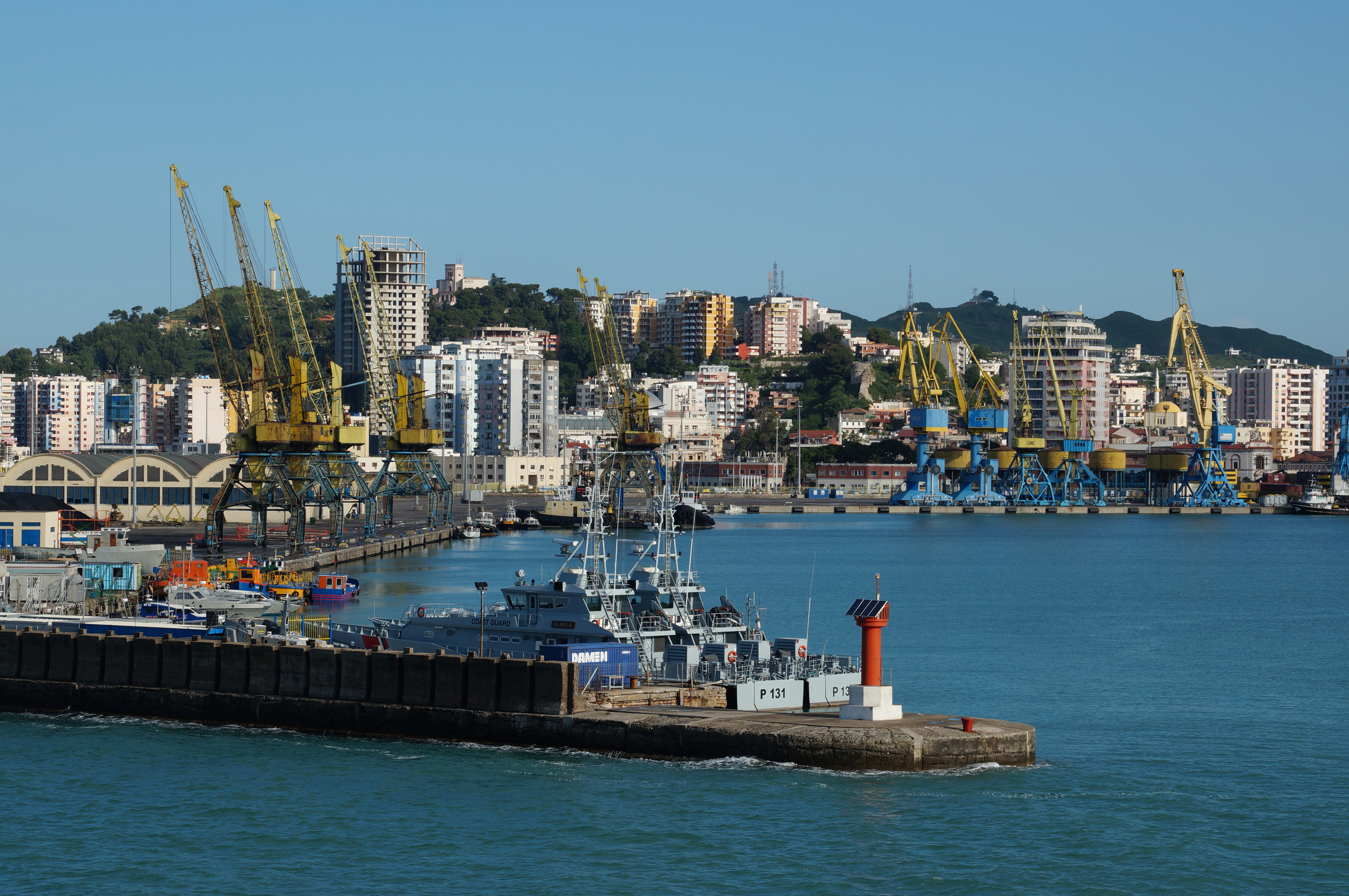
Einfahrt in den Hafen

Von großer Bedeutung für Albanien ist der Hafen von Durrës (albanisch Porti i Durrësit). Er ist der größte im Land und hatte im Jahr 2009 einen Güterumschlag von insgesamt 3,122 Millionen Tonnen. Er befindet sich östlich des Kaps von Durrës in der Bucht von Durrës und ist somit von westlichen sowie nordwestlichen Winden geschützt. Der Hafen spielt historisch eine zentrale Rolle für die Stadt. Hier begann in der Antike die römische Straße Via Egnatia, die das Adriatische Meer mit Konstantinopel verband.
Der Hafen hat eine Gesamtfläche von 65 Hektar auf dem Land und 67 Hektar auf dem Wasser. Die Tiefe im Hafenbecken liegt je nach Bereich zwischen 7,3 und 11,5 Meter. Das gesamte Hafenareal nimmt 1,4 Kilometer der Meeresküste von Durrës ein. Der Hafen teilt sich in einen Bereich für den Güterumschlag und in einen für Fähren ein. Regelmäßige Fährverbindungen gibt es nur nach Italien, nämlich nach Bari, Ancona und Triest. Gelegentlich laufen auch Kreuzfahrt- und Segelschiffe in Durrës ein. Im Jahr 2004 arbeiteten im Hafen rund 400 Angestellte. 2011 wurde der neue Passagierterminal eröffnet. Die Gesamtkosten beliefen sich auf 21,9 Mio. US-Dollar. Die jährliche Kapazität wurde auf 1,2 bis 1,5 Millionen Passagiere erhöht.
Der Hafen ist gut mit dem nationalen Straßen- und Eisenbahnnetz verbunden. Der Hauptsitz der Albanischen Eisenbahnen befindet sich zudem in der Nähe des Hafens.

### Tourismus

Badestrand zwischen Durrës und Kavaja an einem Sommermorgen

Während des kommunistischen Regimes war Durrës im Tourismus-Sektor relativ wenig entwickelt. Zu der Zeit konnte man noch die Hotels an einer Hand abzählen. Auch die Anzahl Touristen war wegen der geschlossenen Grenzen relativ gering. Als die demokratische Wende in den 1990er Jahren kam, begann der touristische Aufschwung. Hotels, Apartmenthäuser und Ferienwohnungen schossen wie Pilze aus dem Boden. Fast die ganze Küste der Bucht von Durrës wurde verbaut. Die Strom- und Wasserversorgung wie auch die Müllentsorgung und Kanalisation waren mit dieser Entwicklung überfordert. Der mit vielen Bäumen gesäumte Sandstrand wurde immer mehr verschmutzt und die Abwässer aus der Kanalisation der neuen Gebäude wurden in die Bucht geleitet, was eine Verschlechterung der Wasserqualität zur Folge hatte. Auch die Straßeninfrastruktur war in einem katastrophalen Zustand. Erst in den späten 2000er Jahren wurde die Küstenstraße ins benachbarte Golem bei Kavaja erneuert und ausgebaut. Auch relativ spät wurden die Probleme im Bereich der Energie- und Wasserversorgung sowie Entsorgung von Abwasser und Müllabfuhr einigermaßen gelöst.
Heute kann Durrës als das Touristenzentrum des Landes im Sommer angesehen werden. Die Hotels sind zur Hochsaison meist ausgebucht und am langen Strand (alb. Plazhi i Durrësit) herrscht tagsüber reges Treiben. Es gibt ein reichhaltiges Angebot an Restaurants, Boutiquen, verschiedener Läden, Einkaufszentren, Fahrgeschäften, Diskotheken und Bars – viele albanische Gäste konsumieren aber mehrheitlich in den Apartmentwohnungen.

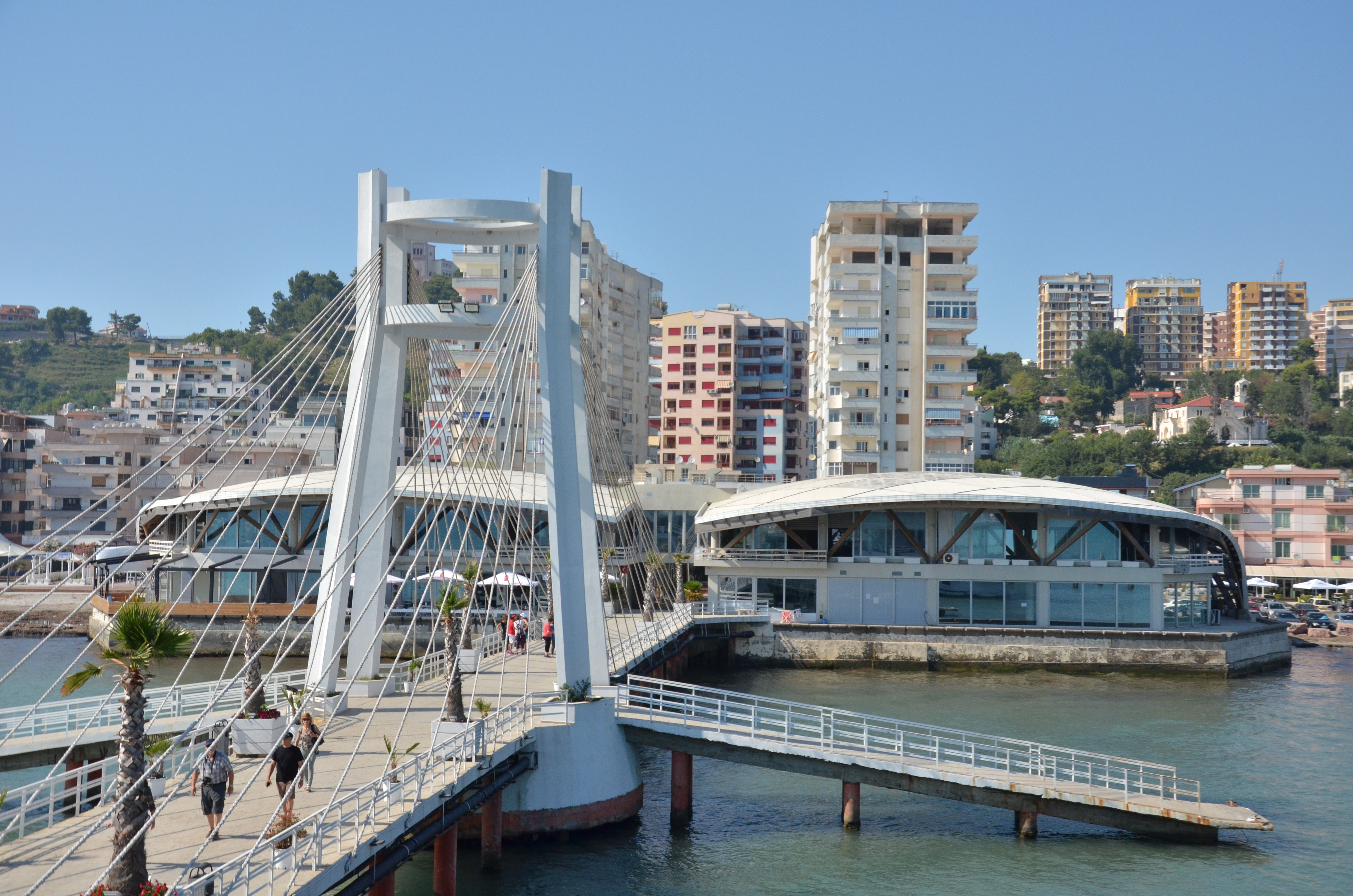
Seebrücke mit Hotel an der Strandpromenade

Baden kann man auch entlang der Stadtpromenade (alb. Shëtitorja) mit Seebrücke im Stadtzentrum. Hier liegen zwei Drittel der Altstadtruinen unter Wasser – etwa 100 Meter vom Ufer entfernt liegt ein im Meer versunkener Teil der Altstadtmauer. Besser zugänglich für Besucher sind die zahlreichen Kulturdenkmäler aus vielen Jahrtausenden und das archäologische Museum der Stadt.

## Verkehr

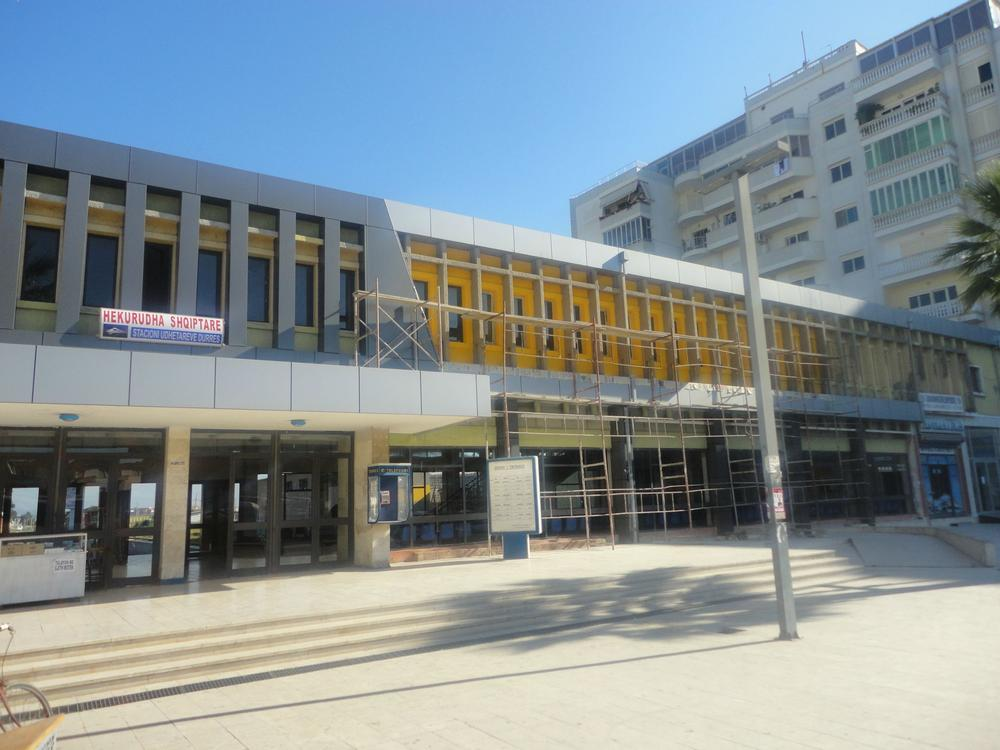
Kopfbahnhof Durrës (Aufnahme von 2014)

Das antike Dyrrhachium war Hafenstadt und Ausgangspunkt der römischen Straße Via Egnatia. Heute bestehen Fährverbindungen nach Bari, Ancona und Triest. Zudem ist in Durrës das westliche Ende des Paneuropäischen Verkehrskorridors VIII, der den südlichen Balkan durchquert. Im Hafen wurden 2009 Güter im Umfang von 3,122 Millionen Tonnen umgeschlagen.
Der Flughafen von Tirana liegt nur etwa 25 Kilometer Luftlinie entfernt.
In Durrës befindet sich der zentrale Bahnhof, der Sitz und die Werkstätten der Albanischen Eisenbahn. Von Durrës fahren Züge in andere albanische Städte. Die Busse in andere Städte verkehren vom Platz vor dem Bahnhof, Busse von Tirana nach Südalbanien stoppen am Bus-Terminal von Plepa in Durrës-Plazh. Innerstädtische Busse verbinden die Außenquartiere mit dem Stadtzentrum.
Im Jahr 2000 wurde die erste albanische Autobahn zwischen Tirana und Durrës (SH2) fertiggestellt. Eine andere über Kavaja nach Rrogozhina ist ebenfalls dem Verkehr freigegeben (SH4). Die beiden Autobahnen werden durch die SH85 verbunden, die Durrës Plazh vom Durchgangsverkehr entlastet.

## Persönlichkeiten
- Astios (1. Jahrhundert), christlicher Märtyrer und Heiliger
- Anastasios I. (430–518), oströmischer Kaiser
- Pelinus (um 620 – 662), Basilianer und Bischof von Brindisi
- Abaz Çelkupa (1855–1926), Politiker und Gründervater Albaniens
- Nako Spiru (1918–1947), Politiker
- Panajot Pano (1939–2010), Fußballspieler
- Namik Dokle (* 1946), Schriftsteller, Journalist und Politiker
- Safet Berisha (1949–2016), Fußballspieler
- Pëllumb Xhufi (* 1952), Botschafter
- Elvira Dones (* 1960), Schriftstellerin
- Arian Leka (* 1966), Schriftsteller
- Bujar Nishani (1966–2022), Staatspräsident der Republik Albanien
- Shkëlqim Troplini (1966–2020), Ringer
- Fatmir Mediu (* 1967), Politiker
- Gazmend Oketa (* 1968), Politiker
- Ina Rama (* 1972), Staatsanwältin der Republik Albanien
- Sokol Olldashi (1972–2013), Politiker
- Ilir Ferra (* 1974), österreichischer Schriftsteller und Übersetzter
- Mirela Manjani (* 1976), Speerwerferin
- Gjergj Meta (* 1976), römisch-katholischer Geistlicher, Bischof von Rrëshen
- Bledi Shkembi (* 1979), Fußballspieler
- Erald Dervishi (* 1979), Schachgroßmeister
- Lea Ypi (* 1979), Politikwissenschaftlerin, Autorin
- Edmond Kapllani (* 1982), Fußballspieler
- Rezarta Shkurta (* 1986), Sängerin
- Luiza Gega (* 1988), Leichtathletin
- Sevian Daupi (* 1989), Rugbyspieler
- Luçije Gjini (* 1994), Fußballspielerin und -trainerin
- Bekim Latifi (* 1994), Schauspieler